# 애저 데브옵스 서버
애저 데브옵스 서버(Azure DevOps Server, 이전 명칭: Team Foundation Server, TFS)는 소스 코드 관리(팀 파운데이션 버전 제어 또는 깃), 보고, 요구 사항 관리, 프로젝트 관리 (애자일 소프트웨어 개발, 폭포수 모델), 자동화된 빌드, 랩 관리, 테스트 및 출시 관리 기능을 제공하는 마이크로소프트의 제품이다. TFS는 수많은 통합 개발 환경의 백엔드로 쓸 수 있으나 마이크로소프트 비주얼 스튜디오나 이클립스(윈도 및 비 윈도 플랫폼)의 백엔드로 사용할 때 최상의 이점을 제공하도록 설계되어 있다.

## 역사
팀 파운데이션 서버의 최초 버전은 2006년 3월 17일 출시되었다.
| 제품명                          | 형태        | 출시 연도 | 버전 번호 |
| ------------------------------- | ----------- | --------- | --------- |
| Team Foundation Server 2005     | 온 프레미스 | 2006      | 8         |
| Team Foundation Server 2008     | 온 프레미스 | 2008      | 9         |
| Team Foundation Server 2010     | 온 프레미스 | 2010      | 10        |
| Team Foundation Service Preview | 클라우드    | 2012      |           |
| Team Foundation Server 2012     | 온 프레미스 | 2012      | 11        |
| Visual Studio Online            | 클라우드    | 2013      |           |
| Team Foundation Server 2013     | 온 프레미스 | 2013      | 12        |
| Team Foundation Server 2015     | 온 프레미스 | 2015      | 14        |
| Visual Studio Team Services     | 클라우드    | 2015      |           |
| Team Foundation Server 2017     | 온 프레미스 | 2017      | 15        |
| Team Foundation Server 2018     | 온 프레미스 | 2017      | 16        |
| Azure DevOps Services           | 클라우드    | 2018      |           |
| Azure DevOps Server 2019        | 온 프레미스 | 2019      | 17        |
| Azure DevOps Server 2020        | 온 프레미스 | 2020      | 18        |

## 같이 보기
- 마이크로소프트 비주얼 소스세이프
- 버전 관리 소프트웨어 목록